# Monestir de Moldovița
El monestir Moldovița (en romanès: Mânăstirea Moldovița) és un monestir ortodox romanès situat al poble de Vatra Moldoviței, al comtat de Suceava, Moldàvia (Romania). El monestir de Moldovița va ser construït el 1532 per Petru Rareș, que era fill il·legítim d'Esteve III de Moldàvia. Es va fundar com a barrera protectora contra els conqueridors musulmans otomans d'Orient.

## Història

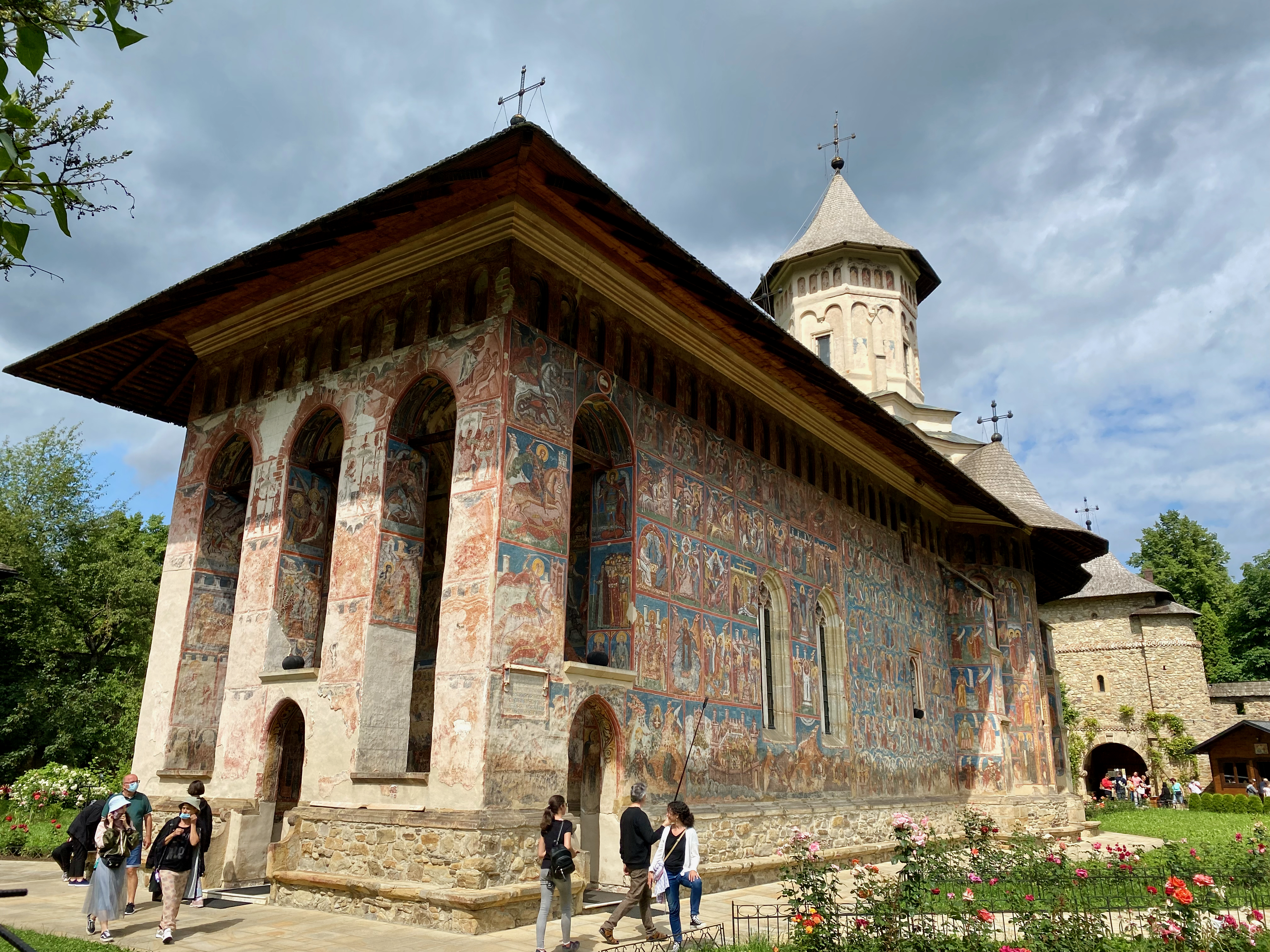
Monestir de Moldovița - Exterior

Esteve II el Gran, el rei (en romanès Domnitor) de Moldàvia des de 1457 fins a la seva mort el 1504, va lliurar 36 batalles contra l'Imperi Otomà, guanyant-ne 34. Era molt religiós i va construir esglésies després de moltes victòries. El fill il·legítim d'Esteve, Petru Rareș, que va governar Moldàvia del 1527 al 1538 i de nou del 1541 al 1546, va promoure una nova visió per a les esglésies de Bucovina. Va encarregar als artistes la cobertura d'interiors i exteriors amb elaborats frescos (retrats de sants i profetes, escenes de la vida de Jesús).
Els més ben conservats són els monestirs de les ciutats de Sucevița, Moldovița, Voroneț, Humor, Suceava, Pătrăuți, Arbore i Probota. Aquests vuit monestirs, inclòs el monestir de Moldovița, es van col·locar a la llista del Patrimoni Mundial de la UNESCO el 1993, com a esglésies pintades de Moldàvia.

## Frescos

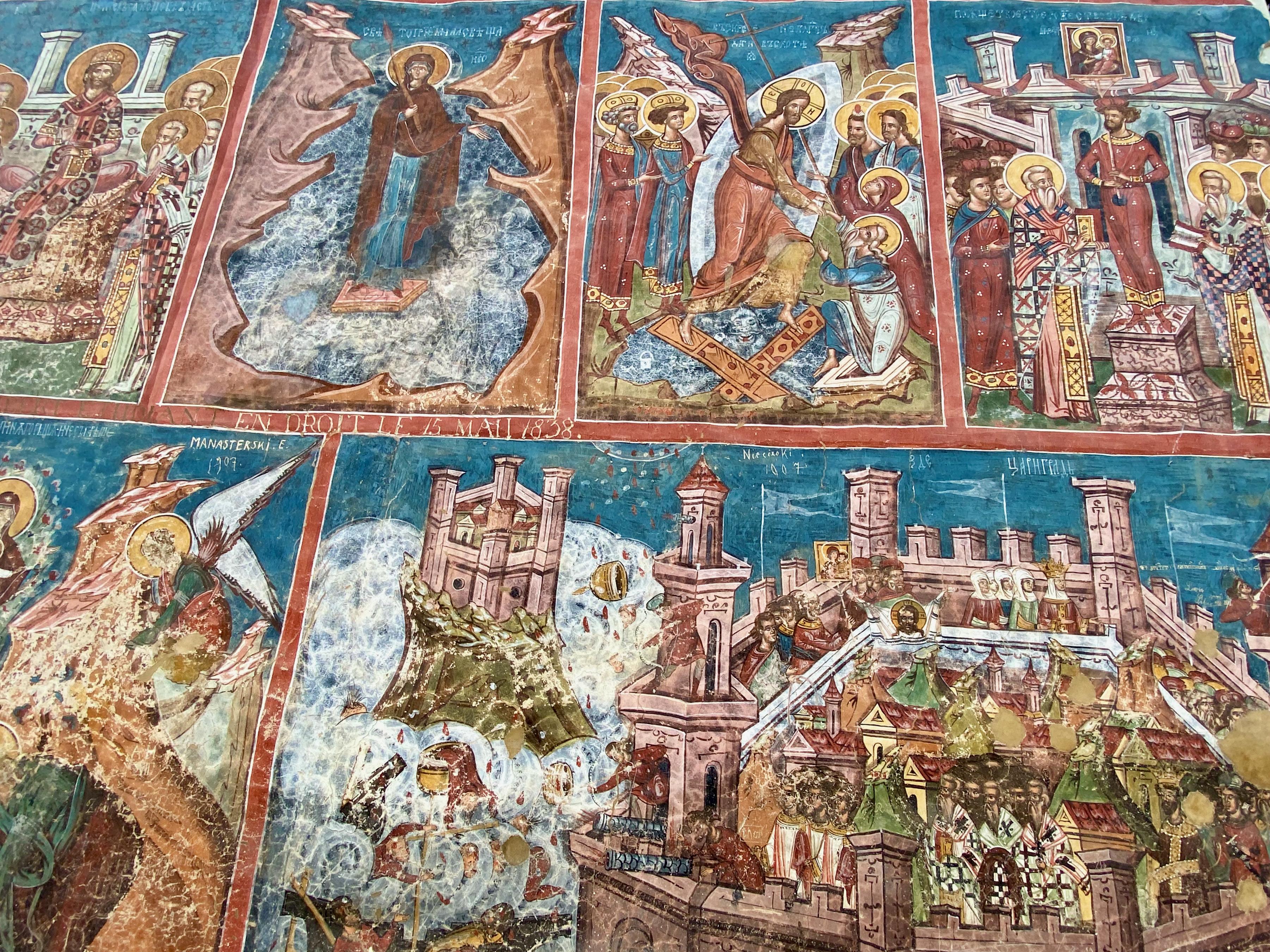
Frescos

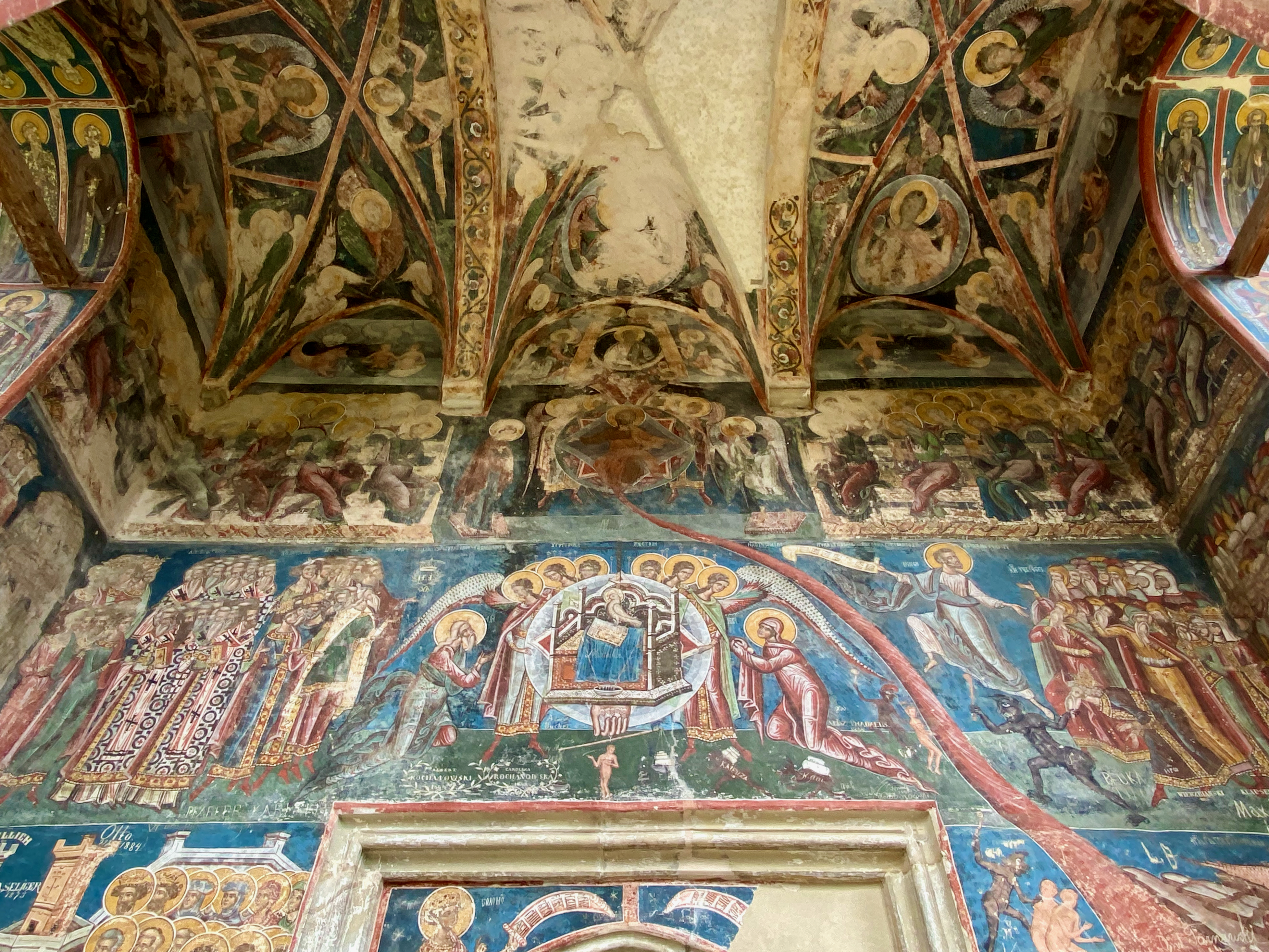
Frescos

Aquest monestir fou construït pel voivoda Petru Rareș i és un dels vuit monestirs del nord de Moldàvia amb frescs pintats a les parets exteriors. La germana Maika, que viu al monestir des de fa més de cinquanta anys, diu que són "les Sagrades Escriptures en colors".
Els frescos de Moldovița van ser pintats per Toma de Suceava el 1537. Llueixen tons grocs i daurats ben conservats. Les pintures predominantment grogues i blaves de la seva part exterior representen temes recurrents en l'art ortodox cristià: una processó de sants condueix a la Verge entronitzada amb el Nen a la falda, per sobre de l'estreta finestra est; l'"Arbre de Jessè" brolla d'un Jessè jacent al peu de la muralla per ordenar l'ascendència de Crist al voltant de la Sagrada Família; El "Setge de Constantinoble" commemora la intervenció de la Verge per salvar la ciutat de Constantinoble de l'atac persa el 626 dC (encara que el setge representat és més aviat la caiguda de Constantinoble el 1453).
Arcs alts obren el porxo a l'exterior i la llum del dia. Dins d'ella, "El Judici Final" cobreix tota la superfície de la paret oest amb el seu riu de foc i la seva representació del mar donant els morts al judici. Moldovița i Humor són les darreres esglésies construïdes amb un porxo obert, un lloc amagat sobre la volta d'enterrament i amb finestres i portes d'estil gòtic.

## Curiositats

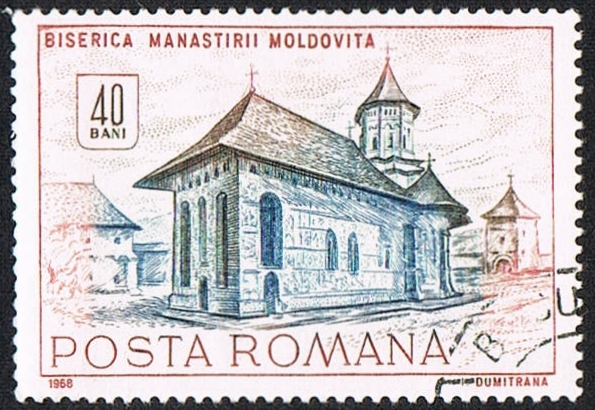
Moldovița al segell de correu romanès, 1968

El monestir de Moldovița es va representar en un segell de correus romanès el 1968.